# ディッセンバーズ・チルドレン
『ディッセンバーズ・チルドレン』（December's Children (And Everybody's)）は、1965年に発売されたローリング・ストーンズによるアメリカ合衆国における5作目のオリジナル・アルバム。

## 解説
収録曲の大半は、イギリス盤『アウト・オブ・アワ・ヘッズ』のものであるが、これに最新シングルの「一人ぼっちの世界」および「アズ・ティアーズ・ゴー・バイ」、アメリカでは未発表だった「ユー・ベター・ムーヴ・オン」（1964年1月発表の1stEP『ザ・ローリング・ストーンズ』収録）、ライヴEP『ガット・ライヴ・イフ・ユー・ウォント・イット』からの2曲（「ルート66」と「アイム・ムーヴィン・オン」）、さらに本作が初出となる2曲（「ルック・ホワット・ユーヴ・ダン」と「ブルー・ターンズ・トゥ・グレイ」）を追加した全12曲が収録された。ジャケットのデザインも英国盤「アウト・オブ・アワ・ヘッズ」のものを流用している。本作はBillboard 200で4位に到達し、ゴールド・アルバムを獲得した。
題名の意味についてミック・ジャガーは「うちのマネージャー（アンドリュー・オールダム）が想像していた、ヒップなビート詩人のこと」と説明している。また本作については「こんなのアルバムじゃない。単なる曲の寄せ集めだ」と述べている。
2002年8月に、アブコ・レコードよりリマスターされ、SACDとのハイブリッドCDとしてデジパック仕様で、2006年3月に紙ジャケット仕様で再発売された。

## 収録曲
特記なき限り、作詞・作曲はジャガー/リチャーズ

### SIDE A
1. シー・セッド“イエー” - She Said Yeah (Sonny Christy/Roddy Jackson) 1:34
2. トーキン・バウト・ユー - Talkin' About You (Chuck Berry) 2:31
3. ユー・ベター・ムーヴ・オン - You Better Move on (Arthur Alexander) 2:39
4. ルック・ホワット・ユーヴ・ダン - Look What You've Done (McKinley Morganfield) 2:16
5. ザ・シンガー・ノット・ザ・ソング - The Singer Not the Song 2:22
  - イギリス版シングル「一人ぼっちの世界」のB面曲。
6. ルート66 - Route 66 (Bobby Troup) 2:39

### SIDE B
1. 一人ぼっちの世界 - Get Off of My Cloud 2:55
2. アイム・フリー - I'm Free 2:23
  - アメリカ版シングル「一人ぼっちの世界」のB面曲。
3. アズ・ティアーズ・ゴー・バイ - As Tears Go By (Mick Jagger/Keith Richard/ Andrew Loog Oldham) 2:45
  - 1964年にマリアンヌ・フェイスフルに提供した曲のセルフ・カバー。アメリカでシングル・カットされた。
4. ガッタ・ゲット・アウェイ - Gotta Get Away 2:07
  - シングル「アズ・ティアーズ・ゴー・バイ」のB面曲。
5. ブルー・ターンズ・トゥ・グレイ - Blue Turns to Grey 2:29
6. アイム・ムーヴィン・オン - I'm Moving on (Hank Snow) 2:14